# 克里斯蒂安娜 (西北省)

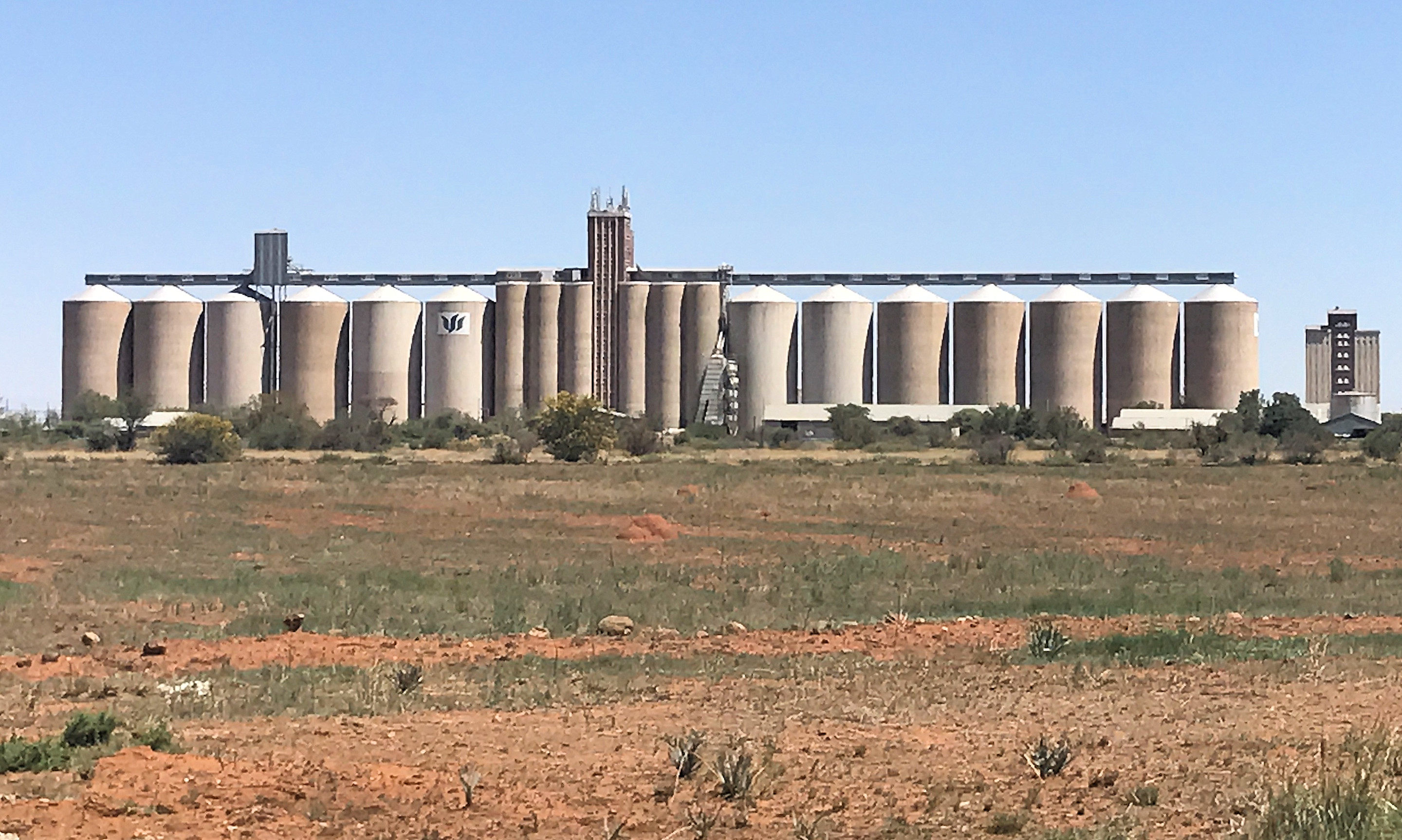
克里斯蒂安娜

克里斯蒂安娜是南非的城鎮，位於該國北部法爾河畔，由西北省負責管轄，始建於1870年，面積59.9平方公里，2001年人口4,862，人口密度每平方公里81人。